# Wendy Torrance
Winnifred  "Wendy" Torrance (ook wel geschreven als Winifred) is een personage uit de horrorroman The Shining van de Amerikaanse schrijver Stephen King uit 1977. Wendy werd gespeeld door Shelley Duvall in de verfilming van Stanley Kubrick.

## Personage
Winnifred "Wendy" Torrance is de vrouw van Jack Torrance, een schrijver die 's winters op het verlaten Overlook Hotel moet passen. Ze heeft één zus, Aileen, die is overleden. Samen met Jack heeft ze een zoontje Danny Torrance. Ze verblijft met haar man en zoontje in het Overlook Hotel. 
Regisseur Stanley Kubrick zou Shelley Duvall mentaal zwaar op de proef hebben gesteld tijdens het filmen. Duvall hield er een zenuwinzinking aan over. Duvall in 2016: "De rol was echt wel een uitdaging. Bovendien kreeg ik de kans om met Jack Nicholson te werken". Over haar rol zei Duvall reeds in 1980: "De opnames waren haast ondraaglijk. Dag na dag was het verschrikkelijk om te werken. Jack [Nicholson]  moest de hele tijd zot en boos zijn, terwijl ik niets anders moest doen dan 12 uur aan één stuk blijven huilen, dag na dag, 9 maanden lang, 5 en soms 6 dagen per week. Doorheen de dag voelde ik me dan ook voortdurend ronduit ellendig."
Stephen King liet zich ontvallen dat Wendy's onderdanigheid een van de belangrijkste redenen is voor zijn afkeer van Kubricks iconisch geworden filmbewerking.
Wendy werd ook gespeeld door Rebecca De Mornay in de miniserie uit 1997 , door Kelly Kaduce in de opera van 2016  en door Alex Essoe in de verfilming Doctor Sleep uit 2019, onder regie van Mike Flanagan. Deze film is een adaptatie van de gelijknamige vervolgroman van King.

## Bijzonderheden
- In het boek heeft Wendy blond haar. In Stanley Kubricks verfilming heeft de actrice die Wendy speelt, Shelley Duvall, zwart haar.
- Stephen King is geen fan van de film. Het verhaal wijkt namelijk sterk af van het boek. De miniserie, geregisseerd door Mick Garris, "herstelde" het boek daarom "in ere". Waaronder Wendy's haarkleur en haar persoonlijkheid.